# Hanns-Joachim Wollstadt
Hanns-Joachim Wollstadt (* 6. Februar 1929 in Mollwitz, Kreis Brieg; † 4. März 1991 in Görlitz) war Bischof der Evangelischen Kirche der schlesischen Oberlausitz.

## Leben
Wollstadt wuchs als Sohn eines Pfarrers in Görlitz auf, studierte Theologie in Berlin, Bethel und Heidelberg und wurde Pfarrer in Jänkendorf/Ullersdorf. In den Jahren 1960 bis 1965 war er Provinzialpfarrer für Innere Mission. Im August 1965 promovierte er an der Karl-Marx-Universität Leipzig zum Dr. theol. Im gleichen Jahr wurde er als Vorsteher des Brüder- und Pflegehauses Martinshof in Rothenburg/Oberlausitz, eine diakonische Einrichtung der Görlitzer Kirche, berufen und zugleich Leiter des Diakonischen Werks der Landeskirche. Wollstadt war Mitglied der Synode der Evangelischen Kirche in der DDR und Mitglied der Synode der Evangelischen Kirche der Union (EKU). Von 1970 bis 1976 war er Vizepräses der EKU-Synode.
Am 1. Oktober 1979 wurde er Bischof der Evangelischen Kirche des Görlitzer Kirchengebiets als Nachfolger von Bischof Hans-Joachim Fränkel und am 13. Oktober 1979 in der Görlitzer Peterskirche durch den Vorsitzenden des DDR-Kirchenbundes, Albrecht Schönherr, eingeführt. Als Fränkel, der als IM für den Staatssicherheitsdienst der DDR arbeitete, versuchte, Wollstadt ebenfalls in geheimdienstliche Kontakte einzubinden, wandte dieser sich an die Kirchenleitung in Berlin. Er betete während der Kirchenleitungssitzungen dazu, dekonspirierte sich so öffentlich und wurde unbrauchbar als IM. Im Jahr 1985 trat Wollstadt in den Ruhestand. Nachfolger wurde Bischof Joachim Rogge.

## Schriften
- Geordnetes Dienen in der christlichen Gemeinde, dargestellt an den Lebensformen der Herrnhuter Brüdergemeine in ihren Anfängen. Dissertation, Göttingen 1966
- Die therapeutische Bedeutung christlicher Lebensformen für geistig Behinderte. Überlegungen und  Erfahrungen. In: Theologische Versuche 12 (1981), S. 181–199